# Natchez (pueblo)

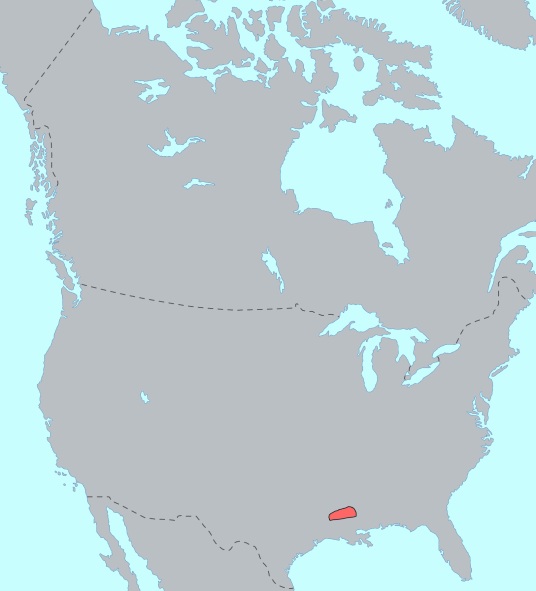
Distribución de los natchez.

Los natchez (w-nahk'-che) son una tribu amerindia posiblemente de lengua muskogi (según Edward Sapir, del grupo hoka-sioux). Vivían cerca del actual Natchez, en el río Misisipi inferior.
Al pueblo Natchez pertenece el indio Chactas, personaje de ficción del cuento Atala, obra del vizconde de Chateaubriand.

## Demografía
En 1682 eran unos 6.000 individuos. En 1944 murieron los dos últimos miembros de la tribu. No obstante, según el censo estadounidense de 2000 aún había registrados 386 natchez.

## Costumbres
Eran sedentarios y con un sistema político perfectamente jerarquizado. Adoraban al sol y le ofrecían sacrificios de la mujer del caudillo cuando éste moría. Existen opiniones acerca de la idea de que eran una raza más antigua que la de los Mount Builders. Acostaban a los niños en pieles de pantera y a las niñas en pieles de carnero. Eran agricultores, cultivaban el maíz, mijo, girasol, calabazas, melones y tabaco. También hacían cerámica y tejían, pero solo usaban madera de nogal sin corteza. También fabricaban pan de nísperos y cazaban bisontes. Cuando llegaron los blancos también adoptaron las gallinas y otras aves de corral. 
Vivían en casas rectangulares de techo curvo cubiertas de paja o corteza con ramas dobladas que formaban vigas. Las paredes eran palos fijados a tierra con varas o cañas entretejidas y recubiertas de fango, y los muros eran enlucidos. No tenían ventanas ni agujero para los humos. Las casas formaban poblados fortificados con empalizadas. Llevaban pocos vestidos, hechos con piel de ciervo, y tenían mantos de plumas de gallo.
Eran animistas y antropomorfistas. Su dios supremo era Coyocop Chill, el sol, y los Coyocop Techu eran los espíritus. Tenían una particular leyenda sobre el diluvio: hubo un diluvio en el mundo y se salvaron algunas parejas en las ramas de un gran árbol. Como no tenían fuego, un pájaro cardenal voló hacia el cielo, y como un nuevo Prometeo, les llevó el fuego, símbolo de la vida. También usaban la magia simpática, y creían que cualquiera que hubiese vivido sin apartarse de las normas reguladoras de las relaciones tribales iría a un paraíso al morir.
Construían templos grandes en forma de cúpula e imágenes talladas de pájaros en madera, que miraban hacia el Este, y que se colocaban en montículos rectangulares (de 2,5 m de alto y 9 m de lado), con un altar de 12 dm. En el altar del templo había un cofre hecho de caña, donde se guardaban los huesos del último Gran Sol; el Fuego Eterno se guardaba en la primera parte del templo, pero se desconoce el contenido de la segunda. También tenían un cuerpo permanente de sacerdotes que conservaban el fuego en el altar y dirigían el culto al sol y a los planetas. Dos sacerdotes cuidaban el fuego, y había ocho guardianes en el interior.
El maestro de ceremonias llevaba una corona de plumas y un bastón rojo con plumas rojas o blancas, y fumaba el calumet en dirección hacia el Sol. Eran una sociedad guerrera que torturaba a los prisioneros y donde la posición social también dependía del número de enemigos que hubiesen matado.
Socialmente se dividían en castas: el Gran Sol o rey, los Nobles, que podían ser Soles (hijos de madre sol), Nobles (hijos de padre sol) u Honorables (hijo de noble u honorable). El matrimonio era obligatorio entre gente de diferente rango. El Gran Sol era el jefe supremo y sacerdote, con poder sobre la vida de sus súbditos. Era llevado en volandas, y al morir eran ejecutadas sus viudas junto con las cenizas de sus despojos en el Templo del Sol.

## Historia
Fueron visitados por primera vez por el francés René Robert Cavelier de La Salle en 1682, quien calculó que eran unos 6.000 individuos, de los cuales 1.200 eran guerreros. Eran enemigos de los tunica.
Cuando los franceses se establecieron en Luisiana se sublevaron varias veces. En 1716 mataron a cuatro colonos franceses; en 1729 se sublevaron cuando el gobernador francés les exigió más tierras, y quemaron la guarnición, pero una expedición francesa saqueó su poblado principal y mató a 200 indios. En 1730 se produjo una nueva matanza con una importante toma de prisioneros, que fueron vendidos como esclavos a las Indias Occidentales.
Los pocos que sobrevivieron se unieron a los cherokee o a los creek en Eufoula (Oklahoma), donde en 1944 murieron los últimos miembros de la tribu. 